# Arrondissement de Cap-Haïtien
L’Arrondissement de Cap-Haïtien est un arrondissement d'Haïti, subdivision du département du Nord. Il a été créé autour de la ville de Cap-Haïtien  qui est aujourd'hui son chef-lieu. Il est peuplé par 324 572 habitants (estimation 2009).
L’arrondissement compte trois communes :
- Cap-Haïtien
- Limonade
- Quartier-Morin